# Џејден Мартел
Џејден Мартел (енгл. Jaeden Martell; Филаделфија, 4. јануар 2003) амерички је глумац. Познат је по улози Била Денбора у филму То (2017) и његовом наставку То: Друго поглавље (2019). Такође је глумио у филмској мистерији Нож у леђа (2019) и мини-серији Џејкобова одбрана (2020).

## Детињство и младост
Рођен је 4. јануара 2003. године у Филаделфији, у Пенсилванији. Син је шефа кухиње Веса Либерера и Анџеле Терезе Мартел. Баба по мајци му је Корејка. До осме године је живео у Филаделфији, након чега се преселио у Лос Анђелес.

## Филмографија

### Филм
| Улоге  |                              |               |                  |          |
| Година | Српски назив                 | Изворни назив | Улога            | Напомена |
| 2014.  | Свети Винсент                |               | Оливер Бронстајн |          |
| 2014.  | Играј хладнокрвно            |               | млади ја         |          |
| 2015.  | Алоха                        |               | Мичел Вудсајд    |          |
| 2016.  | Поноћни специјал             |               | Алтон Мајер      |          |
| 2016.  |                              | Ентони        |                  |          |
| 2017.  | Књига Хенријева              |               | Хенри Карпентер  |          |
| 2017.  | То                           |               | Бил Денборо      |          |
| 2019.  | Колиба                       |               | Ејдан Хол        |          |
| 2019.  | Осека                        |               | Питер            |          |
| 2019.  | Праве авантуре вучјег дечака |               | Пол              |          |
| 2019.  | То: Друго поглавље           |               | Бил Денборо      |          |
| 2019.  | Нож у леђа                   |               | Џејкоб Тромби    |          |
| 2022.  | Богови метала                |               | Кевин Шлиб       |          |
| 2022.  | Телефон господина Харигана   |               | Крејг            |          |

### Телевизија
| Улоге      |                   |               |                 |                              |
| Година     | Српски назив      | Изворни назив | Улога           | Напомена                     |
| 2015.      | Амерички тата     |               | додатни гласови | 1 епизода                    |
| 2015—2016. | Мајстори секса    |               | Џони Мастерс    | споредна улога (3—4. сезона) |
| 2020.      | Џејкобова одбрана |               | Џејкоб Барбер   | главна улога                 |
| 2021.      | Позиви            |               | Џастин          | 1 епизода                    |